# Флаг Кашинского района
Флаг муниципального образования «Ка́шинский район» Тверской области Российской Федерации является символом общественно-исторического и административного статуса муниципального образования.
Флаг утверждён 30 марта 1999 года и внесён в Государственный геральдический регистр Российской Федерации с присвоением регистрационного номера 479.

## Описание
Флаг Кашинского района представляет собой прямоугольное полотнище, воспроизводящее композицию гербового щита.
Геральдическое описание герба гласит: «В лазоревом (синем, голубом) поле серебряный фонтан в трёх струях, бьющий из золотой чаши и сопровождаемый: во главе — червлёной (красной) с золотыми украшениями митрой, соединённой с распростёртым золотым с червлёными крестами омофором, а в оконечности — тремя ступками белил — двумя и одной».

## Символика
В основу флага Кашинского района положен исторический герб города Кашина, Высочайше утверждённого 10 (21) октября 1780 года вместе с другими гербами городов Тверского наместничества: в верхней части щита герб Тверской, в нижней части щита «В голубом поле три ступки белил, каковыми заводами сей город весьма славится».
На современном флаге Кашинского района три ступки белил исторического герба сочетаются с изображением фонтана, символизирующего кашинские минеральные воды. Бальнеологическим курортом Кашин стал во второй половине XX века, а производство минеральной воды — важная отрасль городской промышленности. Кроме того, на современном флаге Кашинского района представлены епископская митра и лента, как символ того, что город является важным религиозным центром в Тверской области. Упоминание Кашина входит в состав официального титула тверских епископов («епископ Тверской и Кашинский»).